# Coriolis (satélite)
Coriolis es un satélite de observación terrestre meteorológica, perteneciente al Programa de Pruebas Espaciales (Space Test Program) de la USAF y al Mando de Sistemas de Combate Naval y Espacial (Space and Naval Warfare Systems Command) de la Armada de los Estados Unidos. Fue lanzado el 6 de enero de 2003 a bordo de un cohete Titan.
Fue diseñado para demostrar la viabilidad del uso de la polarimetría para la medición de la dirección e intensidad del viento al nivel de la superficie del mar desde el espacio, y para demostrar las predicciones sobre perturbaciones geomagnéticas mediante la observación continua de eyecciones de masa coronal.

## Instrumentos
- WindSat: radiómetro microondas polarimétrico pasivo desarrollado por la Armada, de 341 kg de peso.
- Solar Mass Ejection Imager (SMEI): instrumento de 35 kg desarrollado por la USAF y construida por la Universidad de Birmingham (Reino Unido) y la Universidad de California, San Diego. Monitoriza la actividad solar mediante tres cámaras independientes que cubren todo el cielo en cada órbita.

## Especificaciones
- Dimensiones: 6,9 metros de alto por 3 metros de diámetro una vez los instrumentos se han desplegado.
- Masa: 817 kg.
- Consumo medio: 725 vatios
- Perigeo: 742 km
- Apogeo: 936 km
- Inclinación orbital: 98,74 grados
- Periodo: 101,55 min